# Ожи (Ен)
Ожи (фр. Augy) насеље је и општина у североисточној Француској у региону Пикардија, у департману Ен (Пикардија) која припада префектури Соасон.
По подацима из 2011. године у општини је живело 91 становника, а густина насељености је износила 35,0 становника/km². Општина се простире на површини од 2,6 km². Налази се на средњој надморској висини од 87 метара (максималној 159 m, а минималној 48 m).

## Демографија
| 1962. | 1968. | 1975. | 1982. | 1990. | 1999. | 2011. |
| ----- | ----- | ----- | ----- | ----- | ----- | ----- |
| 74    | 77    | 72    | 67    | 62    | 70    | 91    |

График промене броја становника у току последњих година